# برادران باد
برادران باد (به انگلیسی: Brothers of the Wind) یک فیلم درام محصول سال ۲۰۱۶ سینمای اتریش به کارگردانی خراردو الیوارس و اوتمار پنکر با بازی ژان رنو، مانوئل کاماچو و توبیاس مورتی است.

## داستان
داستان پسر جوانی به نام لوکاس است که مادرش را در یک آتش‌سوزی از دست داده و پدرش را مقصر این حادثه می‌داند. لوکاس که به همراه پدرش در یک منطقه کوهستانی زندگی می‌کند، روزی جوجه عقابی را که از لانه خود بیرون افتاده پیدا می‌کند و سعی در نگهداری او دارد اما او به تنهایی نمی‌تواند این کار را انجام دهد. یکی از دوستان پدرش که جنگلبان است در این کار او را راهنمایی می‌کند.